# Suchý sex
Suchý sex nebo též sex na sucho je sexuální praktika a druh sexu, během které má žena při pohlavním styku vysušenou poševní sliznici, a při které dochází předem k minimalizaci vaginální lubrikace. Toho se dosahuje různými způsoby, ať již bylinnými odvary, antiseptiky, zásypy, pudry, přírodními tampony, ale i chemikáliemi (kyselina citronová) a léky (vitamín C, atropin).
Cílem těchto aktivit je, aby byla ženská pochva suchá, horká a úzká, což údajně zvyšuje sexuální rozkoš muže. Pro ženu je takováto praktika nicméně velice bolestivá. Takzvaný suchý sex je běžný především v Africe. Absence poševních sekretů znemožňuje používání kondomu a rovněž zvyšuje riziko oděrek a poranění, což má za následek zvýšené riziko sexuálně přenosných nemocí, včetně HIV. Odstraňování přirozené vlhkosti pochvy rovněž odstraňuje přirozené antiseptické laktobacily, které dokáží s některými sexuálně přenosnými nemocemi úspěšně bojovat. Praktikování suchého sexu může rovněž vést k poševnímu zánětu nebo traumatickým lézím.